# Monapia pichinahuel
Monapia pichinahuel là một loài nhện trong họ Anyphaenidae.
Loài này thuộc chi Monapia. Monapia pichinahuel được M. J. Ramírez miêu tả năm 1995.